# 공항교 (대구)
공항교(空港橋)는 대한민국의 대구광역시 북구 복현동과 대구광역시 동구 불로동을 잇는 금호강의 다리이다.
1990년 12월 3일 착공해 1990년대 중반에 개통했고, 준공 당시에는 신·구교를 묶어 제3아양교라 통칭했으며, 1999년 9월에 대구 공공시설물 명칭 제·개정으로 인해, 현재는 공항교으로 명칭 변경하였다. 기존에는 대구국제공항, 불로동과 복현동 사이를 잇는 역할을 했으나, 2009년 말에 이시아강변로가 개통하면서 불로IC, 이시아폴리스 방향으로도 도로 개통이 됐다.
주변에는 남서쪽에 북현동아파트단지가 많이 조성되었고, 북동쪽에 대구국제공항이 있다.

## 접속하는 도로
- 공항로 (대구광역시도 제60호선)

## 사진

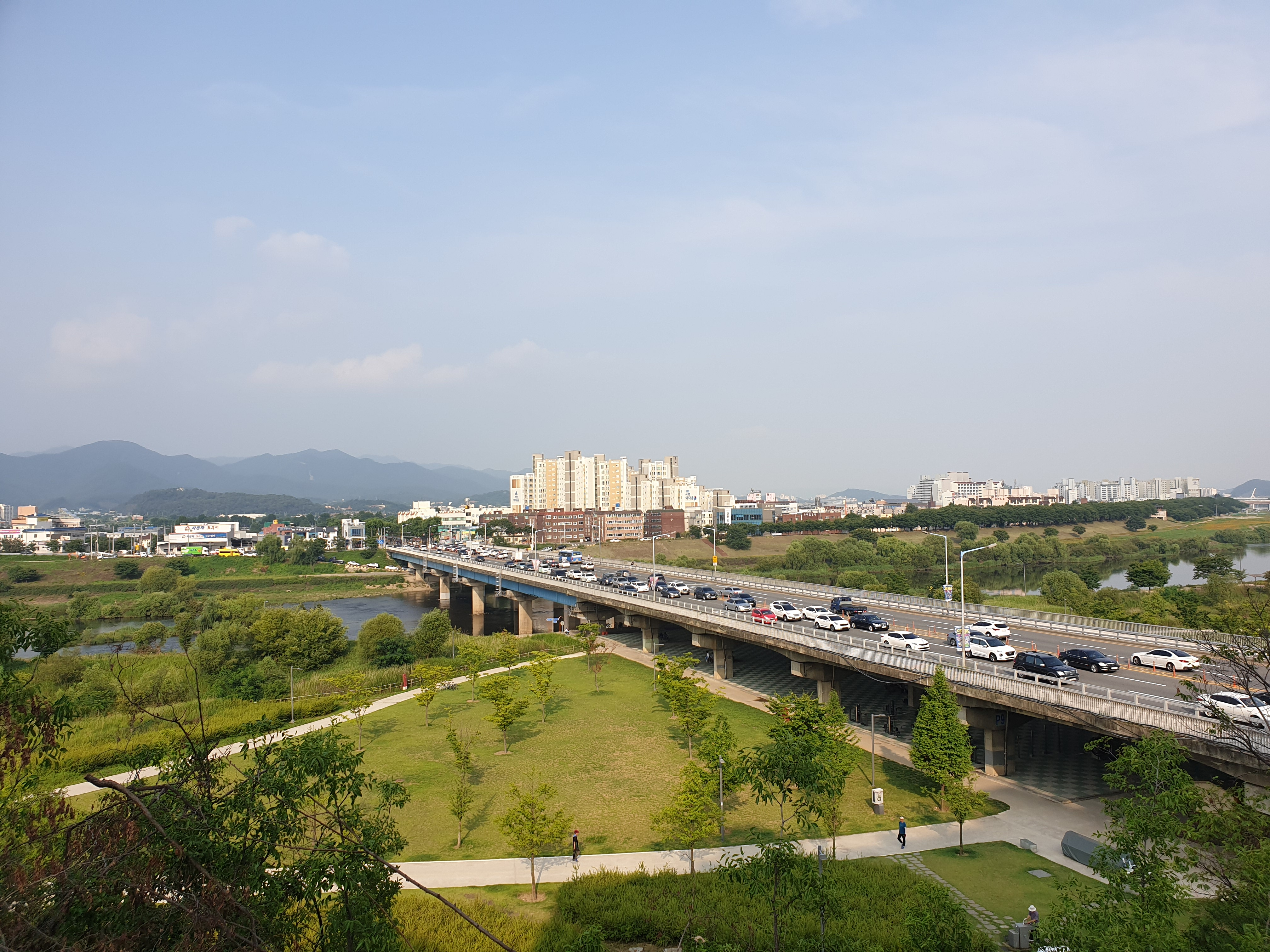
2019년 7월 공항

## 같이 보기
- 아양교